# Leo Franco
Leonardo Noeren Franco (normalt bare kendt som Leo Franco) (født 20. maj 1977 i San Nicolás, Argentina) er en argentinsk tidligere fodboldspiller (målmand). Gennem sin karriere spillede han for blandt andet RCD Mallorca og Atlético Madrid i Spanien samt Independiente og San Lorenzo i sit hjemland.

## Landshold
Leo Franco nåede i sin tid som landsholdsspiller (2004-2006) at spille fire kampe for Argentinas landshold, som han repræsenterede ved både Confederations Cup i 2005 samt VM i 2006.